# Ватагин, Алексей Михайлович
Алексей Михайлович Ватагин (13 [26] сентября 1912, Озеро-Вавилово, Пермская губерния — 30 апреля 1945, Вишков, Моравско-Силезская земля) — гвардии майор Рабоче-крестьянской Красной Армии, участник Польского и Литовского походов, советско-финляндской и Великой Отечественной войн, Герой Советского Союза (1940). Гвардии майор.

## Биография
Алексей Ватагин родился 13 (26) сентября 1912 года в крестьянской семье в деревне Озеро-Вавилово Крестовской волости Шадринского уезда Пермской губернии, ныне деревня входит в Катайский муниципальный округ Курганской области.
В 1925 году вступил в комсомол, окончил 4 группы сельской школы.
В 1928 году переехал в город Каменск (ныне Каменск-Уральский) Свердловской области. Учился в школе рабочей молодёжи, работал катальщиком на руднике. Некоторые источники уверяют, что это был Разгуляевский рудник.
В 1931 году добровольно пошёл на службу в Рабоче-крестьянскую Красную Армию через Каменский райвоенкомат Свердловской области. Первоначально хотел пойти в авиацию, однако не был взят по причине низкого роста. В 1934 году Ватагин окончил Закавказскую военно-подготовительную школу РККА (с 1939 года называлась Бакинская пехотная школа комсостава РККА имени Серго Орджоникидзе). За отличную учебу присвоили звание лейтенанта.
Служил в Белорусском военном округе командиром взвода 106-го мотострелкового полка 29-й Вятской им. Финляндского пролетариата моторизованной дивизии. В 1938 году старший лейтенант Ватагин стал командиром роты. Принимал участие в Польском походе РККА в Западную Белоруссию.
С осени 1939 года старший лейтенант Алексей Ватагин командовал ротой 355-го стрелкового полка 100-й стрелковой дивизии 7-й армии Северо-Западного фронта. Отличился во время советско-финляндской войны. В ночь с 11 на 12 января 1940 года разведгруппа Ватагина (25 бойцов с приданными им 12 сапёрами и 8 связистами) в районе населённого пункта Турта обнаружила хорошо замаскированный финский дот и, тщательно подготовившись, на следующую ночь подорвала его. В той же вылазке группа захватила офицера финской армии, который дал сведения о вражеской обороне. Действия группы Ватагина способствовали успешному выполнению боевой задачи всем полком.
Указом Президиума Верховного Совета СССР от 21 марта 1940 года кандидат в члены ВКП(б) старший лейтенант Алексей Ватагин был удостоен высокого звания Героя Советского Союза с вручением ордена Ленина и медали «Золотая Звезда» за номером 416.
После окончания советско-финляндской войны Ватагин продолжил службу в Рабоче-крестьянской Красной Армии.
Участник Литовского похода 1940 года.
29 апреля 1941 года присвоено звание капитан.
Учился в Высшей специальной школе Генерального Штаба Красной Армии. Окончив её в 1942 году, был направлен на фронт. 7 августа 1942 присвоено звание майор.
В 1942 году вступил в ВКП(б).
В 1943 году был начальником разведывательного отдела штаба 35-го гвардейского стрелкового корпуса.
В 1944 году был заместителем командира 5-го гвардейского воздушно-десантного полка 4-й гвардейской воздушно-десантной дивизии.
5 апреля 1944 года был ранен, лечился в госпитале № 1865.
К концу войны гвардии майор Ватагин был заместителем командира по строевой части 238-го гвардейского стрелкового полка 81-й гвардейской стрелковой дивизии. 29 апреля 1945 года войска 238-го гвардейского стрелкового полка ворвались в город Вишков района Вишау области Брюнн земли Моравия Протектората Богемии и Моравии, ныне город — административный центр муниципалитета с расширенными полномочиями Вишков (чеш. Správní obvod obce s rozšířenou působností Vyškov) района Вишков Южно-Моравского края Чешской Республики. Противник подготовил город к стойкой круговой обороне. Во второй половине суток 29 апреля советские войска выбили противника из центральной части города и завязали бой на северной и северо-западной окраинах города. 30 апреля 1945 года Алексей Михайлович Ватагин погиб в бою за город Вишков. К 17:00 30 апреля 1945 года Вишков был полностью взят силами 235-го и 238-го гвардейских стрелковых полков 81-й гвардейской стрелковой дивизии.
Первоначально был похоронен на площади в городе Вишков, затем перезахоронен на Ольшанском кладбище Праги Чешской Республики.

## Награды
- Герой Советского Союза, 21 марта 1940 года[4]
  - Орден Ленина
  - Медаль «Золотая Звезда» № 416
- Орден Отечественной войны I степени, 10 сентября 1944 года[5]
- Орден Красной Звезды, 16 сентября 1943 года[6]
- Медаль «За боевые заслуги», 3 ноября 1944 года[7]
- Медаль «За оборону Сталинграда», 1943 год

## Память

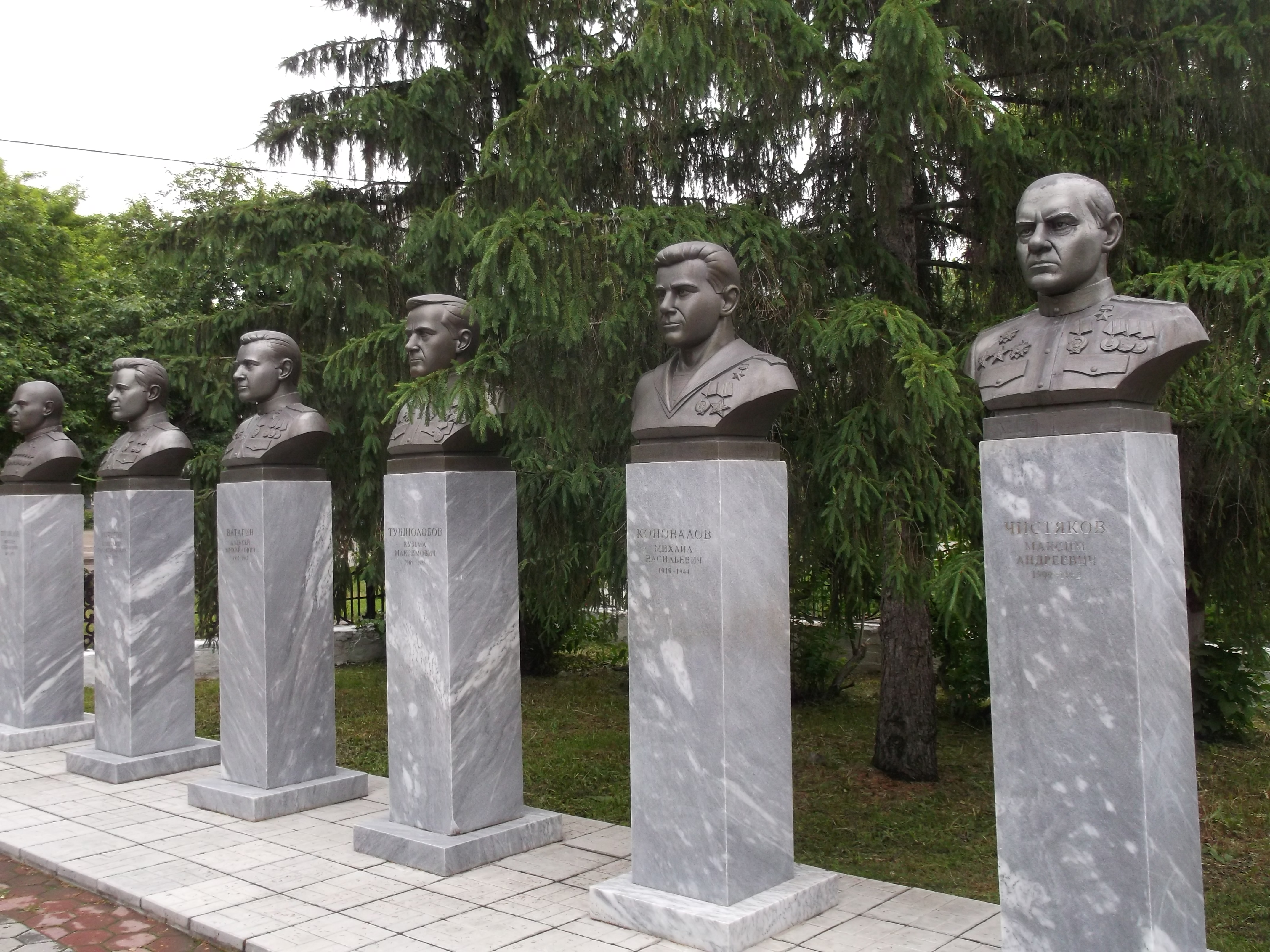
Мемориал «Аллея Славы», г. Катайск. М. С. Шумилов, А. Г. Анчугов, А. М. Ватагин, К. М. Тушнолобов, М. В. Коновалов, М. А. Чистяков.

- Навечно зачислен в списки своей воинской части. Многие годы Катайский военный комиссариат направлял в эту часть лучших призывников для прохождения воинской службы.
- В городе Катайске названа улица в его честь[2]. Расположена в западной части города, параллельно реке Катайке.
- 9 мая 1974 года в г. Катайске состоялось открытие бюста Героя Советского Союза А. М. Ватагина. Скульптурный портрет выполнен О. Гудковым[8].
- Весной 2011 года, накануне Дня Победы, в городе Катайске на территории мемориального комплекса, возведенного в память земляков-участников гражданской и Великой Отечественной войн, установлен бюст Героя Советского Союза А. М. Ватагина — 56°17′09″ с. ш. 62°34′39″ в. д.HGЯO
- Мемориальная доска, открыта 11 июня 2019 года в Муниципальном казенном общеобразовательном учреждении «Шутинская основная общеобразовательная школа»[9].

## Семья
Отец — Михаил Егорович Ватагин, мать — Анна Наумовна.
Жена — Ватагина Антонина Ивановна. Дочери — Валентина и Тамара.